# Itchen Stoke
Itchen Stoke – wieś w Anglii, w hrabstwie Hampshire, w dystrykcie Winchester, położona nad rzeką Itchen, na skraju parku narodowego South Downs. Leży 13 km na wschód od miasta Winchester i 89 km na południowy zachód od Londynu. Miejscowość liczy 210 mieszkańców.